# Nemutteita Kimochi Nemutteita Kokoro
Singles de Aya Kamiki
Mou Kimi Dake wo Hanashitari wa Shinai
(2006) Misekake no I Love you
(2007)
Nemutteita Kimochi Nemutteita Kokoro est le 5e single d'Aya Kamiki et le 4e sorti sous le label GIZA studio le 1er novembre 2006 au Japon. Il arrive 19e à l'Oricon. Il se vend à 7 493 exemplaires la première semaine et reste classé 5 semaines pour un total de 12 605 exemplaires vendus.
Nemutteita Kimochi Nemutteita Kokoro a été utilisé comme 2e thème de fin pour l'anime Night Head Genesis. Nemutteita Kimochi Nemutteita Kokoro se trouve sur l'album Ashita no Tame ni ~Forever More~ et sur la compilation Aya Kamiki Greatest Best.

## Liste des titres
Toutes les paroles sont écrites par Aya Kamiki.
| 1. | Nemutteita Kimochi Nemutteita Kokoro (眠っていた気持ち 眠っていたココロ)                | Ohno Aika       | 4:17 |
| 2. | Yakusoku no Basho de (約束の場所で)                                                     | Hitoshi Okamoto | 3:50 |
| 3. | Nemutteita Kimochi Nemutteita Kokoro (Instrumental) (眠っていた気持ち 眠っていたココロ) | Ohno Aika       | 4:13 |

## Interprétations à la télévision
- Music Edge (10 octobre 2006)
- Pop Jam (27 octobre 2006)
- Music Station (3 novembre 2006)
- Mezamashi Doyoubi (4 novembre 2006)
- Music Fighter (10 novembre 2006)
- CDTV (11 novembre 2006)
- RINA AIUCHI VALENTINE LIVE 2007 (17 février 2007)